# Włocławek (comune rurale)
Włocławek è un comune rurale polacco del distretto di Włocławek, nel voivodato della Cuiavia-Pomerania.
Ricopre una superficie di 219,92 km² e nel 2004 contava 6 371 abitanti.
Il capoluogo è Włocławek, che non fa parte del territorio ma costituisce un comune a sé.